# Betriebsstunde
Die Betriebsstunde (abgek.: Bh) ist eine technische Zeiteinheit, die zur Messung der aktiven Betriebszeit wie auch zur Angabe der Lebensdauer verschiedener technischer Anlagen, Maschinen und Systeme verwendet wird.
In Betriebsstunden wird in Technik beispielsweise die Dauer in Stunden angegeben, die eine technische Anlage zwischen zwei Wartungen in Betrieb bleiben kann, ohne mit schwerwiegenden Schäden wie dem Ausfall von Komponenten, Baugruppen oder Subsystemen aufgrund von Abnutzung oder Verschleiß rechnen zu müssen.
Zur Instandhaltung oder präventiven Wartung wird die tatsächliche Betriebsdauer in Betriebsstunden gemessen, auf die bei Erreichen einer bestimmten kumulierten Betriebsdauer die sogenannte Wartungsdauer folgt, in der die entsprechende Maschine oder Anlage überholt wird. Bei größeren Anlagen wie z. B. Kernkraftwerken ist bei erreichen einer bestimmten Anzahl von Betriebsstunden eine sogenannte Generalüberholung erforderlich, bei der alle kritischen Teile, wie auch Verschleißteile überprüft und – falls erforderlich – ersetzt werden.